# Gnadenwald
Gnadenwald é um município da Áustria, situado no distrito de Innsbruck-Land, no estado do Tirol. Tem 11,48 km² de área e sua população em 2019 foi estimada em 840 habitantes.